# Erlecom
Erlecom est un village appartenant à la commune néerlandaise de Berg en Dal, dans la province de Gueldre.
Jusqu'au 31 décembre 2014, Erlecom était rattaché à la commune d'Ubbergen. Le 1er janvier 2015, les communes de Groesbeek, Ubbergen et Millingen aan de Rijn ont fusionné en formant une nouvelle commune, Berg en Dal.